# Hannes und der Bürgermeister

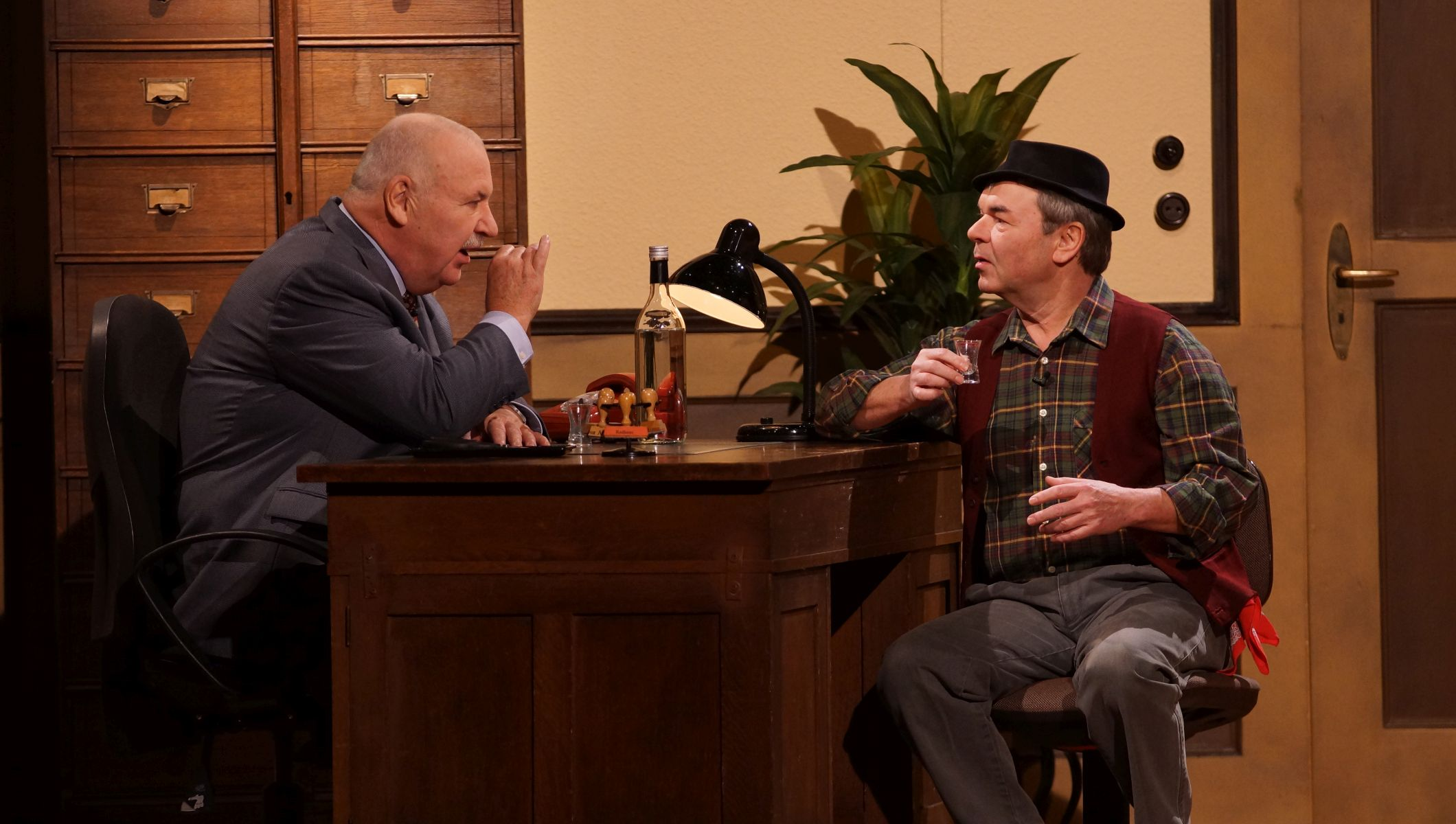
Het duo in de vertrouwde omgeving

Hannes und der Bürgermeister was een langlopende losse serie van Schwäbische voorstellingen van volkstheater, die vooral in het zuidwesten van Duitsland succesvol is. In 2015 werd het dertigjarige jubileum van de serie en het twintigjarige jubileum van de televisie-uitzendingen gevierd. Op donderdag 24 december dat jaar vond de jubileumsuitzending op de SWR plaats. Als er afleveringen op televisie werden uitgezonden, volgden rond een miljoen kijkers de sketches in het SWR-Fernsehen, of in het verleden het SR-Fernsehen. In oktober 2022 werd het einde aangekondigd, in 2023 werden de voorstellingen beëindigd..

## Voorgeschiedenis

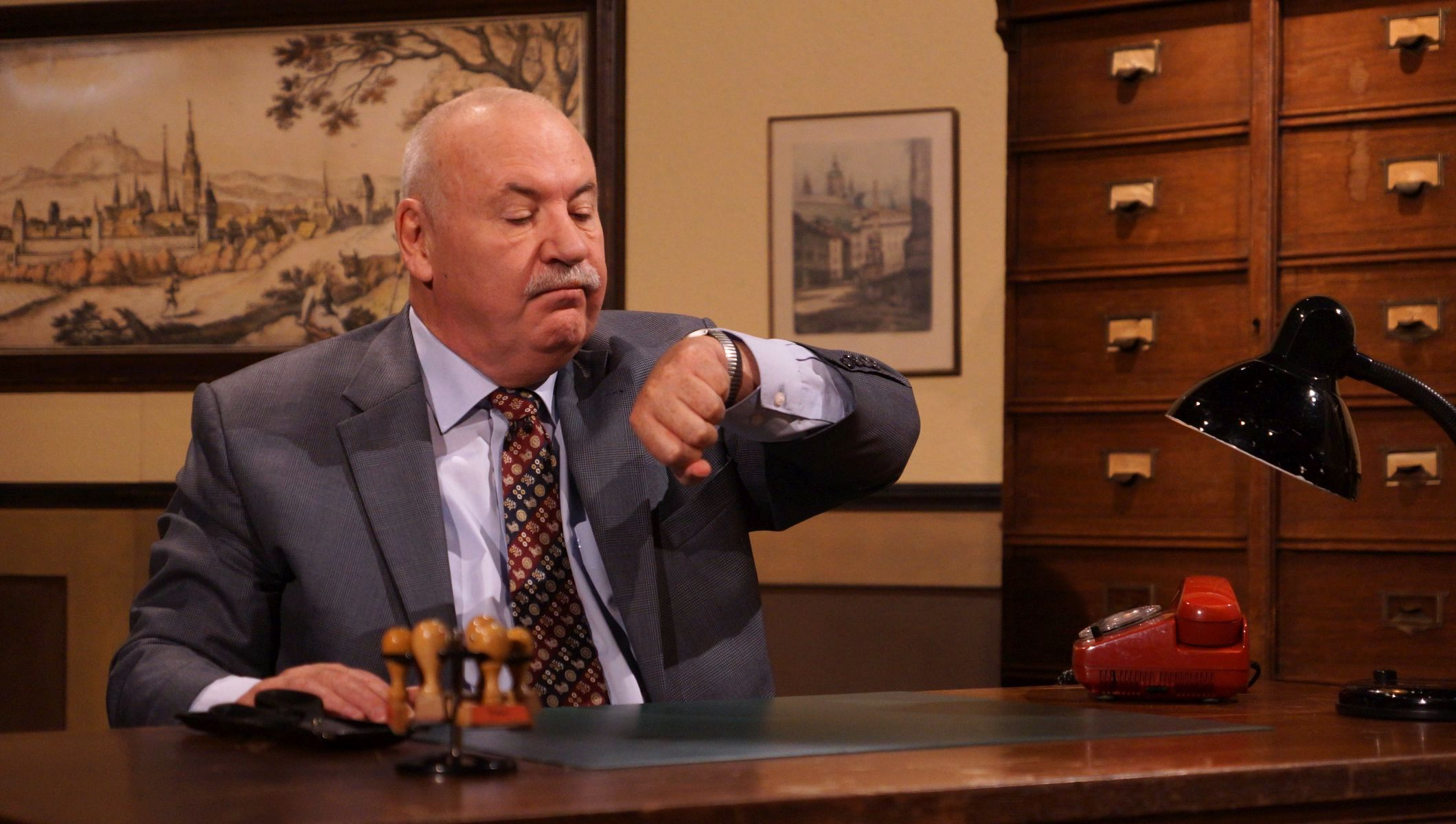
De burgemeester aan zijn buro met stempels, lamp en telefoon

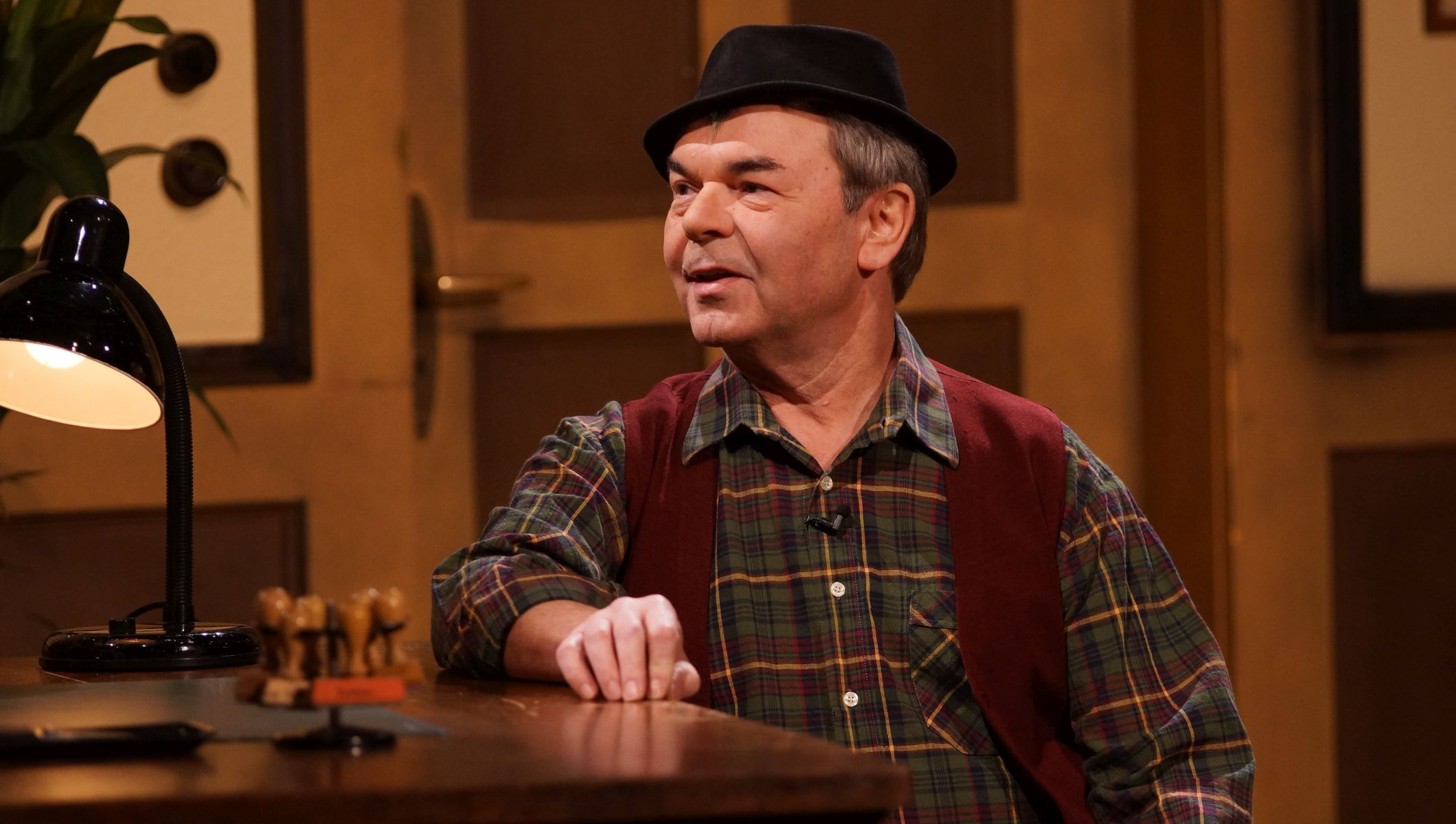
Hannes voor het buro van de burgemeester

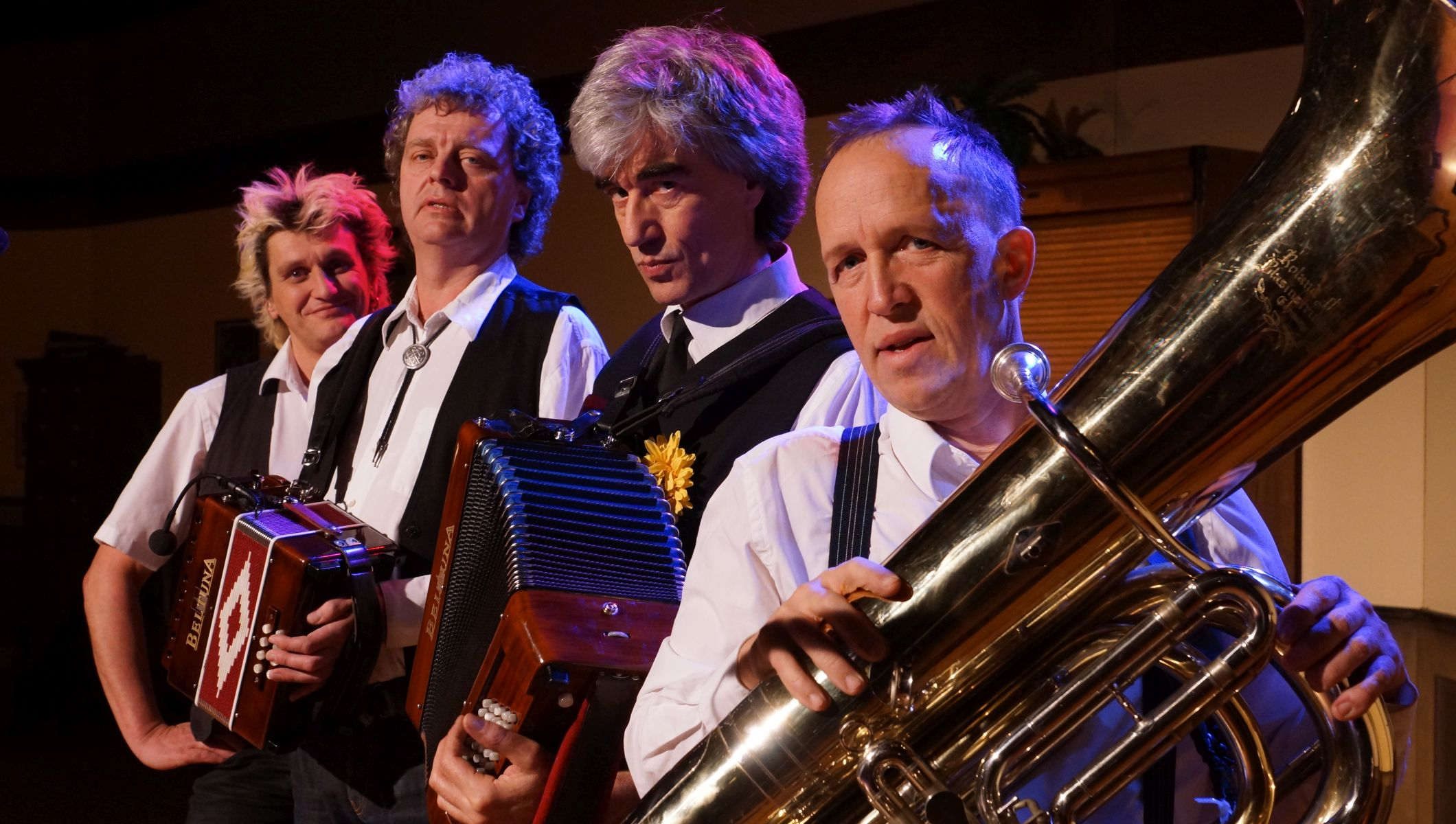
Herrn Stumpfes Zieh & Zupf Kapelle

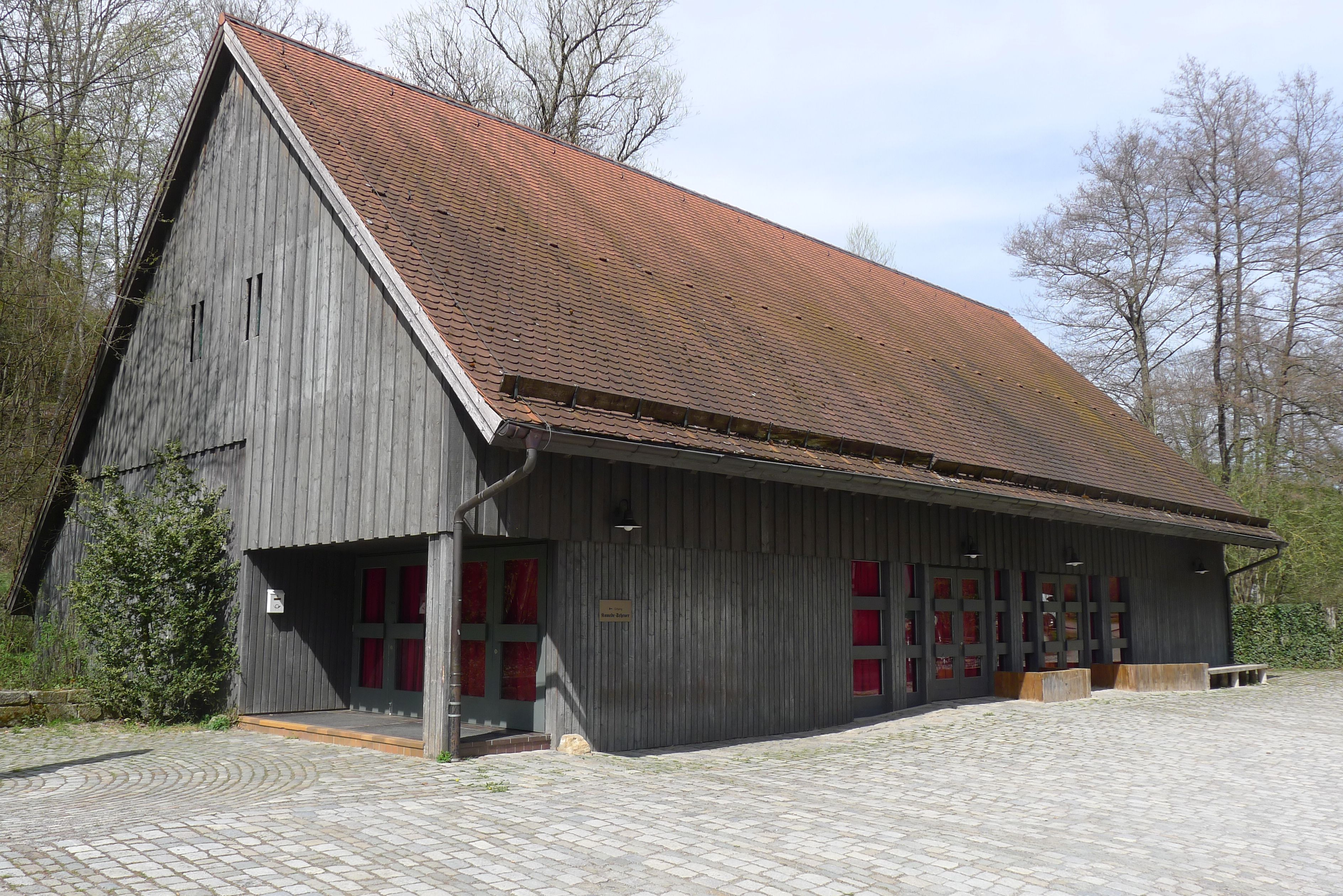
De Theaterscheune Mäulesmühle

Hannes und der Bürgermeister wordt sinds 1985 door het cabaret-duo Albin Braig (1951) en Karlheinz Hartmann (1950–2023) op het toneel gebracht. Albin Braig heeft tweemaal in de Duitse krimiserie Tatort gespeeld: in 1983 in Mord ist kein Geschäft als cafébaas die een lijk vindt en in 1986 in Einer sah den Mörder als de vakbondsgetrouwe Polizeimeister Göbel, die het wapen van de moord identificeert. Beide hoofdrolspelers groeiden op in Stuttgart-Weilimdorf, gingen samen naar dezelfde school, volgden beiden een opleiding tot handzetter, richtten samen het elektronicabedrijf Karlheinz Hartmann Electronic (dat nog altijd in het oorspronkelijke gebouw zit met de aangepaste naam Hartmann Electronic) op, waaraan ze samen leiding gaven. Ze wonen beiden in Herrenberg, waar Karlheinz in de periode van de afscheidstournee op 29 augustus 2023 overlijdt en begraven wordt.. Beiden deden al jong ervaring op bij de theaters in de Burkhardtsmühle en de Mäulesmühle van Albins vader, de in Zuid-Duitsland legendarische toneelspeler Otto Braig. In 1966 wordt de Burkhardtsmühle door eigenaar Otto Teschinsky verbouwd tot theaterzaal. Daar is Otto Braig het toneelgezelschap "Komede-Scheuer" begonnen. In 1972 kocht Wilhelm Leonhard de molen en besloot dat de theatervoorstellingen voor het einde 1973 zouden worden beëindigd, waardoor de groep niet meer kon optreden. Datzelfde jaar bood de familie Heidenrecht uitkomst door het Theater der Altstadt in Stuttgart een jaar lang voor hun optredens beschikbaar te stellen. Dankzij burgemeester Laible van de stad Leinfelden kwam de Mäulesmühle, die in 1961 door zijn stad was gekocht, in 1974 vrij voor theatervoorstellingen.

## Geschiedenis
Otto Braig schreef de allereerste voorstelling van 'Hannes und der Bürgermeister', waarin Hannes nog niet in het Rathaus aangesteld was, "D'r Hannes soll reikomma", zoals het stuk aanvankelijk heette en dat in de Theaterscheune Mäulesmühle,  naast de Mäulesmühle, in het Siebenmühlental bij Leinfelden-Echterdingen (zuidelijk van Stuttgart) werd opgevoerd. In het publiek zat de vermaarde producent Dr. Dietger Bansberg die meteen overtuigd was van de potentie van dit concept, toch moest hij erg veel moeite doen om Albin Braig te overtuigen om er een serie van te maken. De eerste sketches, waarin beide akteurs hoofdzakelijk het echte schwäbische (Zwabische, het Zuid-Duitse) dialect spreken, maar dan wel zo dat de overige Duitssprekende kijkers het, zij het soms met enige moeite, kunnen verstaan, bevestigden de inschatting van Dr. Bansberg. Hun optredens waren sinds vele jaren al maanden van tevoren uitverkocht. Sinds 1994 worden de scènes door de Süddeutscher Rundfunk (SR, tegenwoordig Südwestrundfunk, SWR) uitgezonden. Een losse episode duurt tussen de 3 en 28 minuten en er werden aanvankelijk in een half uur durende uitzending meestal twee of drie episoden uitgezonden. De opnamen worden altijd in de 'Stadthalle Leonberg' voor publiek gemaakt. In de Mäulesmühle worden ook andere toneelstukken in het Zuid-Duitse dialect opgevoerd.
De eerste televisie-uitzending was van de episode Die Wunder op 7 februari 1995 om 18.30 uur in het gemeenschappelijke ARD-namiddagprogramma van de SDR en de SWF. Sinds de start van de televisieopnamen is ook Herrn Stumpfes Zieh & Zupfkapelle (letterlijk: trek- en plukkapel), een Zwabische muziekgroep uit het Zuid-Duitse Aalen, vast onderdeel van de optredens. De Zwabische dialect-muzikanten luisteren de pauzes tussen de afzonderlijke episoden op met muzikale stukken op meest geïmproviseerde muziekinstrumenten, waarbij ze liedjes in het Zuid-Duitse dialect zingen. In februari 2000 verliet Stephan Stumpf op gitaar, de naamgever van de groep, het ensemble. De groep bestaat sindsdien uit vier man, op de foto van links naar rechts: Michael "Flex" Flechsler, Marcel "Selle" Hafner, Manfred "Manne" Arold en "Benny Banano". Zij begeleiden Hannes und der Bürgermeister ook bij hun optredens in de andere toneelzalen van vele plaatsen van Baden-Württemberg.

## Regie en productie
De regie werd meer dan 30 jaar lang steeds verzorgd door Isolde Müller-Rinker. Ook de uitvoeringen van veel andere theaterstukken, zoals die in de serie Freunde in der Mäulesmühle regisseerde zij. Daarnaast deed zij de regie voor een aantal films, waaronder Das Geld liegt auf der Bank, met Georg Thomalla (1980) en Mutter Gräbert macht Theater (1990). Zij overleed op 23 juli 2016 op 73-jarige leeftijd in haar geboorteplaats Reutlingen. De productie wordt geleid door Bastian Braig, de zoon van Albin Braig. Hij heeft na de dood van Isolde ook de rol van regisseur op zich genomen. 
Theater de Mäulesmühle wordt in 2018 nog steeds door de familie Braig geleid. Rita Braig, de vrouw van Albin Braig, organiseert de kaartverkoop, de communicatie en de catering bij de optredens in de Theaterscheune. De teksten van de stukken worden hoofdzakelijk geschreven door Albin Braig, ze werden aanvankelijk voornamelijk door Isolde Rinker geleverd.
De televisie-uitzendingen kunnen inmiddels tussen een half uur en anderhalf uur duren en bestaan uit meerdere sketches. Bij de lange uitzendingen zijn tussen de afzonderlijke stukken de beide toneelspelers vaak ook nog als verpleger Eberhard en brandweerman Heinz achter de coulissen bij het eten van onder meer 'Leberwurstwecken' (broodje ingemaakte leverworst) te zien. Deze opzet werd door Isolde Rinker bedacht. Tussen september en juni is de vaste uitzending van de korte programma's op dinsdagavond bij de SWR.

## Verhalen

### Plaats
Plaats van handeling is al sinds het begin altijd de burgemeesterskamer van een fictief 'Rathaus' (stadhuis) in het Zwabische deel van Duitsland. Het interieur is sinds het begin vrijwel niet aangepast. De theaterstukken gaan over een eigenwijze burgemeester (Karlheinz Hartmann) en zijn gehaaide Amtsbote (bode) Hannes (Albin Braig). Steeds wanneer er in het stadhuis problemen zijn, roept de burgemeester met de woorden: "D'r Hannes soll reikomma" (Hannes moet binnenkomen) zijn bode in zijn kamer. Op deze manier begint dan ook bijna elke aflevering van de theaterstukken. In de kamer staat een houten bureau met een luxe en een gewone bureaustoel, een ladekast, een paraplubak. Op het bureau een groene schrijfmat, een zwarte bureaulamp met flexibele arm, een rode draaischijftelefoon, een stempelcarrousel. Tot 2006 was er een staande kapstok, daarna is die vervangen door een muurmodel. De deur naar de gang is de plek waar beide acteurs meestal op toneel komen of het weer verlaten. Vrijwel alle episoden eindigen met een onhandige opmerking van Hannes en de vertwijfelde reactie daarop van de burgemeester ("Hannes!"), en het onmiddellijk hierop dimmen van alle licht op het toneel, dus ook van de bureaulamp.

### Borreltje
Een andere belangrijke rol in bijna elke aflevering speelt „das Schnäpsle“ (borreltje), waarvan er vaak meer gedronken worden, zodat soms beiden aangeschoten raken. Hannes neemt de uitnodiging om een Schnäpsle te drinken vaak aan met de woorden „Ich höre mich nicht 'Nein' sagen“ (Ik hoor me geen 'Nee' zeggen). Geregeld schenkt de burgemeester al aan het begin ook zelf al een glaasje in, wat hij wel rechtvaardigt met uitspraken als: „Hannes, auf, mir drenkat a Schnäpsle zom Nüchtern werra!“ (ik drink een borrel om nuchter te worden). De fles en de twee glaasjes staan altijd achter het deurtje rechtsonder in het bureau van de burgemeester.
In zijn functie van loyale bode moet Hannes regelmatig zijn leidinggevende van Gasthof Ochsen (de lokale kroeg, die ter sprake komt in bijna alle afleveringen) naar huis transporteren omdat die niet meer kan lopen van de drank. In de regel vervoert Hannes hem dan met de Schubkarren (kruiwagen), waar de burgemeester zich de volgende dag meestal weinig tot niets van herinneren kan.

### Personen
De dialogen tussen Hannes en de burgemeester komen er vaak op neer dat de burgemeester door Hannes wordt gecorrigeerd in allerlei situaties, vaak geholpen door wat deze in de Volkshochschule (volksuniversiteit) heeft geleerd, wat de serie een verrassend element verleent. Verdere terugkerende grappen zijn de telefoongesprekken van de burgemeester met allerlei medewerkers van het stadhuis, maar bovenal met zijn vrouw, die hij steeds met „Schatzilein“ (schatje) aanduidt, terwijl zij hem haar „Bärle“ (beertje) noemt, en ook met de „Schoofseggl“ Fritz, zijn ambtskollega uit het naburige fictieve dorp Schriedingen, waarmee hij menig geschil uitvecht, met de Landraad en met de Minister-president.
Andere mensen die geregeld een rol spelen zijn weduwe Mechthild Hutzler, die kennelijk een avontuurtje met bode Hannes niet te versmaden lijkt en waarmee Hannes zelfs een keer trouwen wil, de Pfarrer (pastoor), waarmee hij zich met de burgemeester vaak in de centrale kroeg Ochsen treft om samen te drinken, alsook de Wachtmeister (politieman) Reule, waarmee Hannes al eens samen de burgemeester in de kruiwagen door de stad gereden heeft. De pastoor ligt steeds in de clinch met Hannes, omdat die steeds opnieuw bij hem „die Glocken putzt“ (belletje trekken) en daarbij meer als een keer „gottsjämmerlich oins an d' Gosch na“ (flink op zijn donder) krijgt. Andere personen die de revue af en toe passeren zijn onder andere apotheker Müllerschön.
Frau Kurrle, die zelf ook nooit te zien is, werkt op het Rechnungsprüfungsamt (economische controledienst), zij schijnt ook de secretaresse van de burgemeester te zijn. In meerdere afleveringen belt de burgemeester haar op: „Frau Kurrle, schicken Sie mir bitte den Hannes herein.“ (stuur Hannes naar me toe.) In meerdere episoden worden ook leden van het verdere gemeentehuispersoneel genoemd, onder meer de heren Böckle van de Poststelle (postafdeling), Fingerle van het Fundamt (gevonden voorwerpen), Hämmerle van het Standesamt (burgerlijke stand), Osterberg van het Tiefbauamt (laagbouw) en ook de dames Walz van het Liegenschaftsamt, Thalmann van het Tiefbauamt, Schubert van het Einwohnermeldeamt (burgerzaken), Finkbeiner, etc. Meestal hebben de namen van deze medewerkers klanknabootsende eigenschappen.
Geregeld worden ook potentiële tegenstanders van de burgemeester genoemd, zoals de Ochsenwaard of een Gemeinderat (gemeenteraadslid), die zich tegen de burgemeester opgesteld heeft.
Ondanks al deze personages treden in de scènes zelf dus altijd alleen Hannes en de burgemeester op. Derden zijn nooit als persoon op het toneel aanwezig (behalve in vier afleveringen, 'Geburtstag', 'Europa, wir kommen', 'Musikrebellen' en 'Überbüglen', waarin de muzikanten van Herrn Stumpfes Zieh & Zupf Kapelle aan het slot zelf optraden).

### Duur van de voorstellingen
De voorstellingen zijn zeer verschillend in lengte, de kortste duren 3:03 minuten (Die Aufregung), 5:35 minuten (Geld und Zeit) en 7:01 minuten (Spuren im Schnee), de langste 29:37 minuten (Strapazen), 28:12 minuten (Dudelsackpfeifen) en 26:10 minuten (Unter Strom). De allerlangste episode is Die Schlacht met een duur van 32:47 minuten, deze wordt daarom doorgaans in twee delen uitgezonden. Ook op de dvd bestaat deze uit twee delen.	

## Dvd-publicaties
Van alle episoden die op het toneel werden gebracht zijn de volgende op dvd verschenen. Er worden geen Duitse of anderstalige ondertitels gegeven. Tot en met dvd 10 is de beeldverhouding 4:3, daarna 16:9. Vanaf dvd 16 worden de episoden ook op Blu-ray uitgegeven.
| Dvd | Titels van de episoden Hannes und der Bürgermeister | Liedjes van Herrn Stumpfes Kapelle            | Jaar |
| --- | --- | --------------------------------------------- | ---- |
| 1   | Durchblick, Amtsboten-Akademie, Ich-AG, Der Frauenbeauftragte, Familienförderung, Prohibition, Halali, Hannes hat geerbt                                         | Dr Faul Bauer, So Sei, Wie Du                 | 2004 |
| 2   | Blutsbrüder, Ahnenforschung, Gänsebraten – Ein Gedicht, Dr Günther soll anrufa, Von wäga Friedhof, Geburtstag, Chancengleichheit, Der Neujahrsempfang            | Jazz, Mei Babba                               | 2004 |
| 3   | Ruhestörung, Fliehkraft, Älles wie g'schleckt, Europa, wir kommen, Parkwächter Hannes, Wo Licht ist…, Pädagogik, Er-Schöpfung                                    | Europa, wir kommen (slot), Glanz, Seggl Do    | 2004 |
| 4   | A'zapft'isch, Der Fernseh, Kleinigkeiten, Lottokönig, Heimatmuseum, Verliebt, Das Geschenk, Wahrsager                                                            | Edelweiss, Das Lied vom Kloina Liedle         | 2004 |
| 5   | Nebenwirkungen, Strapazen, Fasching, Das Foto, Geburtstagstorte, Die Schlacht (Teil 1), Die Schlacht (Teil 2)                                                    | Sonntags unterwegs, Sieger                    | 2005 |
| 6   | Handy-Kapp, Das Kreuz mit dem Wählen, Der Jubilar, Das Duell, Das Grippenspiel, Rathaus-Familie, Komede Française, Kirche und Staat, Betriebsausflug, Überbügeln | Überbügeln (slot)                             | 2005 |
| 7   | Staatsbesuch, Heimatdichter, Zuchtsau, Seelenwanderung, Spuren im Schnee, Kopf-Nuss, Märchen, Der Champion, Omhommla, Musikrebellen                              | Musikrebellen (slot), S' Bemberle             | 2005 |
| 8   | Verwaltungsreform, Disneyländle, Heidanei, Was wäre wenn?, Warenhaus Rathaus, Samba, Kontrolle                                                                   | Ozgemein, David Beckham                       | 2006 |
| 9   | Aberglauben, Das Vorbild, Fahrt ins Blaue, Gnau gnomma, Fremdenverkehr                                                                                           | Oifacha Kapell, Des hot mr dann halt drvo     | 2007 |
| 10  | Ab heute erfolgreich, Fascht verdurstet, Kraut ond Riabaacker, Gourmet-Tempel, Die Orgelfete                                                                     | Schreiners Gsell, Wenn i heut stirb           | 2007 |
| 11  | Feuer und Flamme, Vor dem Spiel ist nach dem Spiel, Vergeltsgott, Rauchfreie Zone, Wenn der Kuckuck ruft                                                         | Hl. Antonius, Schuck mi joh net om            | 2008 |
| 12  | Die Memoiren, Nix los, Das Mittagessen, Ein Romeo zuviel, Erinnerungen                                                                                           | Volle Pulle, Bleede Witz                      | 2009 |
| 13  | Der Hannesweg, Hypnose, Image, Zusammengehörigkeit, Der Vogelfänger                                                                                              | Wo isch mei Glas, Mei Maure                   | 2009 |
| 14  | Unter Strom, Geld und Zeit, Du bist Deutschland, Spare beizeiten, 100 Jahre Obst- und Gartenbau                                                                  | Sterne em Bixle, Wohlwär                      | 2010 |
| 15  | Koi Beauty, Kommet se mit?, Das Gummiboot, Mein ist die Rache, Die Aufregung                                                                                     | Lauder Ingeneer, Rauchverbot                  | 2011 |
| 16  | Der Reißwolf, Nikolaustag, Brutaler Vegetarier, Dudelsackpfeifen, Himmlische Pforten                                                                             | Schmach und Schande, An was Densch Du morgens | 2012 |
| 17  | Dene werd ich's zeiga, Bodenlos, Hanna und der Bürgermeister, Eine Katastrophe, Ab nach Brüssel, Schafscheiss                                                    | Oh Oh Oh, Guck de doch o                      | 2013 |
| 18  | Klobanalisierung, Schlaflos, Stockeinsatz, Wanzen, Was ich noch zu sagen hätte                                                                                   | Mensch leb doch mal, Feierabend               | 2014 |
| 19  | Modenschau, Strassennamen, Offen Bleiben, Persönlichkeiten, Das Vesper                                                                                           | Fahr mr do mol no, Was ma net alles sott      | 2015 |
| 20  | Xontheit, Im Verein vereint, Prost Cäsar, Artgerecht, 20 Jahre Hannes und der Bürgermeister                                                                      | Kuddla, Irgendwo Viere                        | 2016 |
| 21  | Der Feind im Rathaus, Neue Möbel fürs Rathaus, Urlaubsfreuden, Das Feinstaubreinigungsgerät, Wenn's henta klemmt                                                 | Bäsle-Hochzeit, Muggagitter-Mo                | 2017 |
| 22  | Der edle Ritter, Zahn und Wahn, Kindsköpfe, Jeder, Silvester im Rathaus                                                                                          | -                                             | 2018 |
| 23  | Angebereien, Unbequem, Schweigen ist . . ., Ochsentour, Zerknittert                                                                                              | -                                             | 2019 |
| 24  | Stühle rücken, Jetzt hannes, Streifendienste, Der Liebesbrief, Der Anrufbeantworter                                                                              | -                                             | 2020 |
| 25  | Hot-Spot, Wir können alles ausser Heckmeck, Die bessere Hälfte, Plagegeister, Schneckla                                                                          | -                                             | 2022 |
| 26  | Des Pfarrers Helfer, Feuer unterm Dach, Golfgenuss, Schwaben treffen - Freunde finden, Oh Tannenbaum                                                             | -                                             | 2023 |

Er zijn tevens twee dvd's uitgegeven met een selectie van de beste afleveringen, die al dan niet in de gewone serie werden opgenomen. Dit materiaal is aangevuld met allerlei opnamen die werden gemaakt achter de schermen of van missers die in de Stadthalle Leonberg overgedaan moesten worden:
| Dvd | Titels van de episoden Hannes und der Bürgermeister                                                                         | Liedjes van Herrn Stumpfes Kapelle        |
| --- | --- | ----------------------------------------- |
| 1   | Kopf-Nuss, A'zapft'isch, Das Denkmal *), Parkwächter Hannes, Seelenwanderung, Musik-Rebellen, Der Frauenbeauftragte         | Dr'hoim, I, wenn i Geld gnuag hätt', Jazz |
| 2   | Die Er-Schöpfung, Wasser lassen *), 900 Jahre Stress *), Partnerschaftsanzeige *), Die Wunder *), Heimatmuseum, Machtspiele | Hond, Dagmar                              |

 *) Niet in de gewone serie opgenomen
Op televisie zijn ten minste tweeëntwintig afleveringen uitgezonden die in het geheel niet op dvd zijn uitgebracht:
| Titels van de afleveringen Hannes und der Bürgermeister op televisie (SWR) | Titels van de afleveringen Hannes und der Bürgermeister op televisie (SWR) | Titels van de afleveringen Hannes und der Bürgermeister op televisie (SWR) | Titels van de afleveringen Hannes und der Bürgermeister op televisie (SWR) | Titels van de afleveringen Hannes und der Bürgermeister op televisie (SWR) | Titels van de afleveringen Hannes und der Bürgermeister op televisie (SWR) | Titels van de afleveringen Hannes und der Bürgermeister op televisie (SWR) |
| -------------------------------------------------------------------------- | -------------------------------------------------------------------------- | -------------------------------------------------------------------------- | -------------------------------------------------------------------------- | -------------------------------------------------------------------------- | -------------------------------------------------------------------------- | -------------------------------------------------------------------------- |
| Nr                                                                         | Aflevering                                                                 | Datum                                                                      |                                                                            | Nr                                                                         | Aflevering                                                                 | Datum                                                                      |
| 1                                                                          | Besitz belastet                                                            | 08-10-2007                                                                 | 12                                                                         | Gestern ging's noch                                                        | 21-02-2010                                                                 |                                                                            |
| 2                                                                          | Hannes will heiraten                                                       | 27-10-2008                                                                 | 13                                                                         | Familienbande                                                              | 03-10-2010                                                                 |                                                                            |
| 3                                                                          | Effektiv                                                                   | 24-11-2008                                                                 | 14                                                                         | Pflicht                                                                    | 31-10-2011                                                                 |                                                                            |
| 4                                                                          | F(r)eindschaften                                                           | 31-12-2008                                                                 | 15                                                                         | Schöner Krach                                                              | 19-11-2012                                                                 |                                                                            |
| 5                                                                          | Des glaubsch net …                                                         | 01-03-2009                                                                 | 16                                                                         | Wellness-Stress                                                            | 31-12-2012                                                                 |                                                                            |
| 6                                                                          | Z’viel zivil, isch z’viel                                                  | 08-03-2009                                                                 | 17                                                                         | Alltagsqualen                                                              | 09-05-2013                                                                 |                                                                            |
| 7                                                                          | Die Waffen des Mannes                                                      | 12-10-2009                                                                 | 18                                                                         | Auch zu zwoit bisch oft alloi                                              | 24-12-2013                                                                 |                                                                            |
| 8                                                                          | Die Hasennummer                                                            | 09-11-2009                                                                 | 19                                                                         | Wer hätt au des denkt                                                      | 20-04-2014                                                                 |                                                                            |
| 9                                                                          | Auf der Couch                                                              | 07-12-2009                                                                 | 20                                                                         | Schnapsdieb und Bazillen                                                   | 13-01-2015                                                                 |                                                                            |
| 10                                                                         | Prost Mahlzeit                                                             | 24-12-2009                                                                 | 21                                                                         | Net bruddelt isch g’lobt gnueg                                             | 06-04-2015                                                                 |                                                                            |
| 11                                                                         | Vorsätze                                                                   | 31-12-2009                                                                 | 22                                                                         | Komme gleich wieder!                                                       | 05-05-2016                                                                 |                                                                            |